# Boffalora d'Adda
Boffalora d'Adda es un municipio de Italia situado en la provincia de Lodi, en la Lombardía. Cuenta con 1.640 habitantes (2009).

## Historia
La localidad perteneció en la Edad Media al Obispo de Lodi, en 1600 fue feudo de la familia Destrieri, en 1632 pasó a manos del marqués Lancellotto Corrado de Lodi, en 1662 el feudo pasa a ser un condado en favor de Alfonso Corrado y, finalmente, el condado fue concedido a los Barttieri.
En el periodo napoleónico (1809-1816) Boffalora fue una fracción de la ciudad de Lodi, recuperando su autonomía con la constitución del Reino de Lombardía-Venecia. En 1816 fue incluida en el distrito VII, el de Pandino, de la provincia de Lodi y Crema, que fue constituida entonces; cuando esta desapareció en 1859, la ciudad fue incluida en la provincia de Milán.
En 1863 la ciudad tomó el nombre oficial de Boffalora d'Adda para distinguirse de otras localidades homónimas. En 1978, en pleno centro de la localidad, a raíz de unas excavaciones apareció un ajuar formado por una cruz de oro y ornamentos de un escudo. En Boffalora también existía un monasterio, en el que vivían las monjas de clausura de la Oden de las Siervas de María Virgen de los Tormentos, que observaban la regla de San Agustín.
Debido a su posición estratégica, en ella se dieron notables hechos de armas. En el corral de una hacienda agrícola se encuentran los restos del antiguo castillo.
No se conoce el origen del nombre de la localidad, del que hay tres interpretaciones acreditadas: que viene de la palabra de origen alemán Wulfhari; de la fusión de las palabras «Boffa l'Ora», o «Boffa l'Aura» que significa «sopla el viento»; y de la deformación de las palabras tardolatinas «Bufalus Ora», «zona de los búfalos».

## Monumentos y lugares de interés
- Palacio municipal: fue construido en 1933 por iniciativa del alcalde de aquel tiempo, el doctor Maggi, médico benemérito de Lodi, muy activo en el ámbito de las obras asistenciales. La colonia fluvial, construida en 1941, fue gradualmente eliminada del mismo río Adda a causa de la variación del curso del mismo.
- La iglesia de Boffalora: fue restaurada en 1954 por obra del entonces arcipreste Luigi Bravi, siendo posteriormente redecorada y enriquecida con un valioso altar por iniciativa del arcipreste Paolo Gatti. En la iglesia se conserva un altar con cuadro al óleo de Scipione Piazza, que representa a la Virgen María en la parte superior, santa Elena y santa Mónica en el centro, y san Macario y san Cristinciano en la parte más baja. El altar mayor, hecho de mármol, proviene de la antigua iglesia de San Miguel de Lodi, originario del siglo XIII.
- La iglesia parroquial: su construcción data de 1513, bajo el pontificado de León X y el obispado de Ottaviano Maria Sforza. Fue reconstruida totalmente en 1590. La parroquia está dedicada a la Natividad de la Beata Virgen y comprende todo el territorio municipal, con la excepción del caserío Bell'Italia, que forma parte de la parroquia de Montanaso Lombardo.

## Demografía
| Gráfica de evolución demográfica de Boffalora d'Adda entre 1861 y 2001 |
|                                                                        |
| Fuente ISTAT - Elaboración gráfica por parte de Wikipedia.             |

## Economía
Cerca del 50% de la población activa trabaja en Lodi o en Milán, mientras que el resto se dedica a la agricultura o la industria. Las principales actividades son el cultivo de cereales y forraje y la ganadería y la explotación de algunas haciendas. En el sector secundario, hay una industria del sector eléctrico y una trefilería.